# Scleria erythrorrhiza
Scleria erythrorrhiza là loài thực vật có hoa trong họ Cói. Loài này được Ridl. miêu tả khoa học đầu tiên năm 1884.